# FGAM-Synthase
Die FGAM-Synthase (FGAMS) (auch FGARAT; formal: Phosphoribosylformylglycinamidin-Synthase) ist das Enzym, das in allen Lebewesen den vierten Schritt der Purinbiosynthese katalysiert, nämlich die Umwandlung von FGAR (ein Keton) zu FGAM (ein Imin). Die FGAMS in den meisten gramnegativen Bakterien und Eukaryoten ist ein großes Protein, das aus drei Domänen (N-terminal, FGAMS, Glutaminase) besteht, während es sich bei grampositiven Bakterien und Archaeen um einen Komplex aus drei Einzelproteinen handelt. Das für das menschliche Enzym codierende Gen wurde 1999 identifiziert.

## Katalysierte Reaktion
+  + ATP + H2O  {\displaystyle \longrightarrow }

{\displaystyle \longrightarrow }   +  + ADP + Pi
Phosphoribosylformylglycinamid (FGAR) und Glutamin werden zu Phosphoribosylformylglycinamidin (FGAM) und Glutaminsäure umgesetzt.